# Bergsøya (Herøy)
Bergsøya ist eine zur norwegischen Inselgruppe Sørøyane (Südinseln) gehörende Insel in der Kommune Herøy in der Provinz (Fylke) Møre og Romsdal.

## Geografie
Die Inselgruppe Sørøyane, zu der die Bergsøya gehört, liegt in der Region Sunnmøre, südwestlich der Stadt Ålesund. Südlich der Bergsøya liegt die größere Insel Gurskøya, im Osten die Leinøya, im Nordwesten die Nerlandsøya und im Norden die Remøya. Im Norden schließt sich an die Insel der Holmefjord, im Süden der Herøyfjord an.
Die Bergsøya ist etwa 7,6 km² groß. Im Jahr 2015 lebten 3558 Einwohner auf ihr. Damit ist sie die einwohnerreichste Insel der Kommune Herøy. Auf der Insel liegt die Stadt Fosnavåg. Diese stellt das Verwaltungszentrum von Herøy dar. Fosnavåg hat 3626 Einwohner auf einer Fläche von 3,12 km² (Stand: 1. Januar 2024). Die Stadt liegt um eine kleine Bucht, die sich von Norden in die Bergsøya einschneidet. Der Westen der Insel ist nahezu unbewohnt. Im Westen der Insel liegen die höchsten Erhebungen der Bergsøya. Der höchste Punkt ist die Erhebung Igesundshetta mit etwa 215 moh. Auch der See Storevatnet liegt im Westen der Insel. An der Nordostküste befindet sich ebenfalls eine höhere Erhebung, der Rest der Insel ist weitgehend flach. Im Zentrum der Insel liegt ein Moorgebiet mit kleineren Gewässern.

## Verkehr
Über die Insel verläuft der Fylkesvei 5878. Die Straße führt von der östlich gelegenen Insel Leinøya über eine Brücke auf die Bergsøya und durchquert diese in nordwestlicher Richtung. Die Bergsøya verlässt er über die Brücke Nerlandsøybrua zur nordwestlich gelegenen Insel Nerdlandsøya. Auf die Leinsøya führt zudem der Fylkesvei 654. Das Festland ist nur über andere Inseln der Inselgruppe Sørøyane zu erreichen.